# Blackwell (Texas)
Blackwell é uma cidade localizada no estado norte-americano de Texas, no Condado de Coke e Condado de Nolan.

## Demografia
Segundo o censo norte-americano de 2000, a sua população era de 360 habitantes. 
Em 2006, foi estimada uma população de 348, um decréscimo de 12 (-3.3%).

## Geografia
De acordo com o United States Census Bureau tem uma área de 
1,5 km², dos quais 1,5 km² cobertos por terra e 0,0 km² cobertos por água. Blackwell localiza-se a aproximadamente 598 m acima do nível do mar.

## Localidades na vizinhança
O diagrama seguinte representa as localidades num raio de 44 km ao redor de Blackwell. 